# Potideia

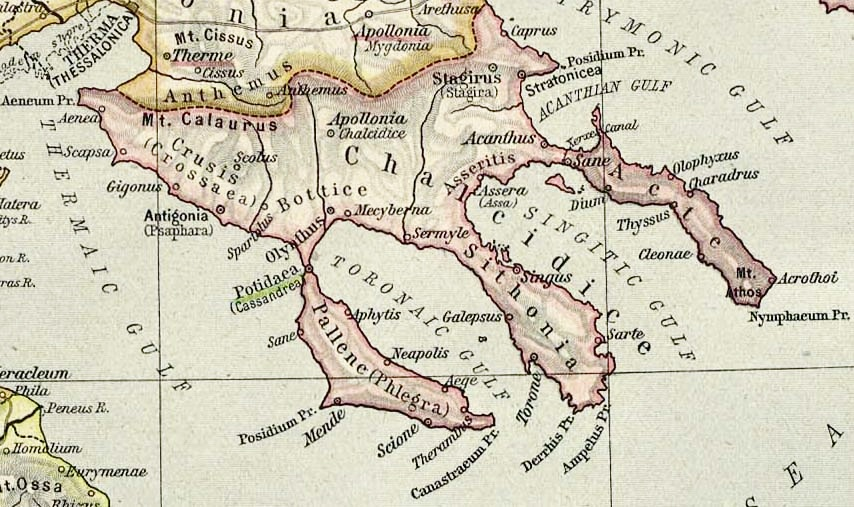
Mapa da antiga Calcídica

Potideia (em grego:  Ποτίδαια) era uma colônia fundada pelos coríntios por volta do ano 600 a.C. na península mais ocidental da Calcídica no norte da Grécia.
Potideia foi uma das cidades que deram início a Guerra do Peloponeso pois Atenas pôs cerco naval a esta cidade. Esparta revidou lançando um ultimato para que Atenas retirasse seu cerco a Potideia. Ela se Situava na região nordeste da Grécia Antiga perto da região da Trácia .Era uma cidade comercial que ficava em um local estratégico no mar Egeu e no caminho para o Mar Negro. Potideia era uma antiga aliada de Atenas que saiu da Liga de Delos, por causa da liderança autoritária de Atenas que estava usando o tesouro da Liga e sua liderança para benefício próprio. Recebeu apoio de Esparta e de Corinto. Ela controlava o comércio de cereais, escravos, ferro, cobre, atum e madeira.